# Michel Montignac
Michel Montignac (Angulema, 1944 - Annemasse, 22 d'agost de 2010) va ser el creador, a principis de la dècada de 1980, de la dieta per aprimar-se anomenada Mètode Montignac.
Michel Montignac va ser un nen amb obesitat; també el seu pare era obès. Després de fer estudis de ciències polítiques i especialitzar-se en ciències humanes a la universitat de Burdeus, va treballar a la indústria farmacèutica. El 1986 fundà l'editorial Artulen, on publicà els seus més de 20 llibres.
Ideà una dieta per aprimar-se consistent no en reduir les quantitats ingerides sinó a evitar determinats tipus d'aliments, Els fonaments científics de la seva dieta d'aprimament, i en concret la seva tesi sobre que els glúcids, no són intercanviables i l'efecte sobre la glucèmia van ser posats en dubte per la majoria de la comunitat científica.

## Obra
- «Comment maigrir en faisant des repas d'affaires» (1986)[5] que s'adreça particularment a les persones que mengen sovint a un restaurant.
- «Je mange donc je maigris», versió per al gran públic del seu mètode de la que se'n van vendre 18 milions d'exemplars.
- Unes quinze altres obres sobre el seu mètode i la salut en general, informant sobre els efectes d'aliments com el vi, la xocolata, l'oli d'oliva, etc.